# Droit d'enregistrement

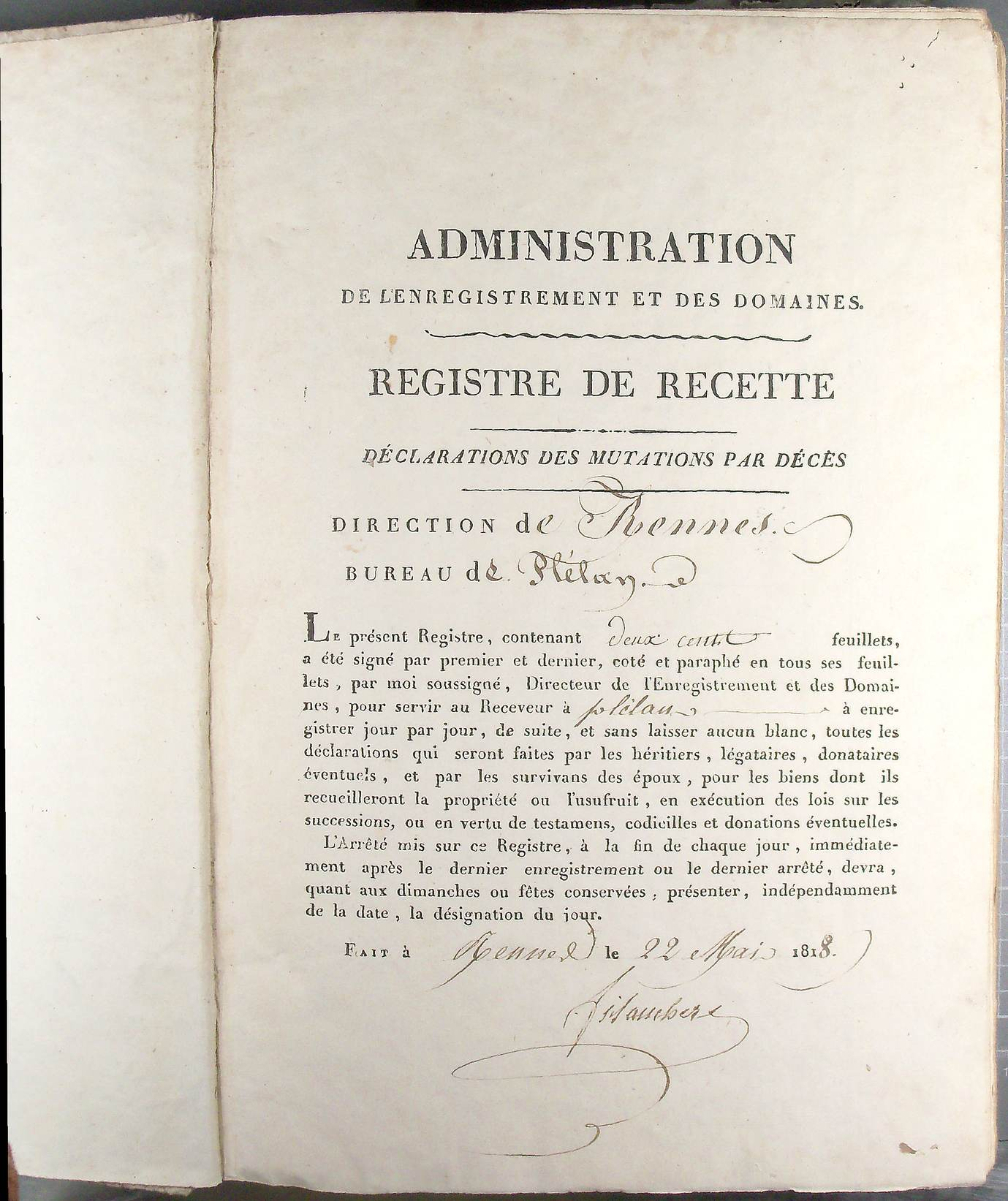
Première page des registres français des déclarations de mutations (de biens) par décès vers 1820.

Dans la terminologie fiscale, l'enregistrement désigne une formalité accomplie par un agent public à l'occasion d'un acte ou d'un fait juridique, notamment de la mutation d'un bien immeuble ou meuble, d'un décès, d'une instance judiciaire, etc. Les droits d'enregistrement désignent les impôts ou taxes perçus à l'occasion de cette formalité. Cette fiscalité indirecte qui correspondait bien à l'état d'une société où les fortunes étaient stables et où les gens déménageaient peu, a perdu de son importance au milieu du XXe siècle.
Dans plusieurs pays ayant été sous l'influence politique de la France, il a existé ou existe encore, au début du XXIe siècle, une administration de ce nom comme en Belgique, au Luxembourg, au Maroc.

## France

### Histoire
En France, les droits d'enregistrement ont été établis par la loi des 5 et 19 décembre 1790, et ont succédé aux droits de contrôle et d'insinuation qui existaient sous l'Ancien Régime. 
L'enregistrement a également désigné l'administration qui sous le nom complet d'Agence puis Régie et Direction Générale de l'Enregistrement, des Domaines et du Timbre était chargée de percevoir les droits d'enregistrement et assimilés mais aussi de gérer ou contrôler les biens appartenant à l’État. Cette administration est restée individualisée de 1790 à 1949 puis s'est progressivement fondue dans la direction générale des Impôts. Les documents qu'elle a produits conservent un grand intérêt pour l'archivistique, la généalogie, l'histoire locale. Voir Répertoire général (enregistrement). Jusqu'en 2005, l'enregistrement était effectué à la Recette des impôts. Depuis, il s'effectue dans les pôles d'enregistrement situés dans quelques Centres des Finances Publiques des départements. Il est souvent couplé avec la publicité foncière et réalisé, dans ce cas, jusqu'en 2012, à la conservation des hypothèques, puis aujourd'hui par le service de publicité foncière (SPF).

### Régime
La formalité d'enregistrement est obligatoire pour certains actes, comme les transferts de propriété d'immeubles, mais peut également être volontaire, afin de donner date certaine à un acte.
Le droit d'enregistrement est le droit fixe ou proportionnel perçu par l'État lors de l'inscription d'un acte ou d'un fait auprès des services de la direction générale des Finances publiques. La formalité de l'enregistrement est souvent couplée à la taxe de publicité foncière sous le nom de « formalité fusionnée ». Cette formalité et les renseignements obtenus sont désormais gérés informatiquement.